# Сапе (муниципалитет)
Сапе (порт. Sapé) — муниципалитет в Бразилии, входит в штат Параиба. Составная часть мезорегиона Зона-да-Мата-Параибана. Входит в экономико-статистический микрорегион Сапе. Население составляет 46 363 человека на 2007 год. Занимает площадь 316,330 км². Плотность населения — 149,3 чел./км².
Праздник города — 1 декабря.

## Статистика
- Валовой внутренний продукт на 2003 год составляет 120 132 614,00 реалов (данные: Бразильский институт географии и статистики).
- Валовой внутренний продукт на душу населения на 2003 год составляет 2540,82 реала (данные: Бразильский институт географии и статистики).
- Индекс развития человеческого потенциала на 2000 год составляет 0,556 (данные: Программа развития ООН).

## Галерея

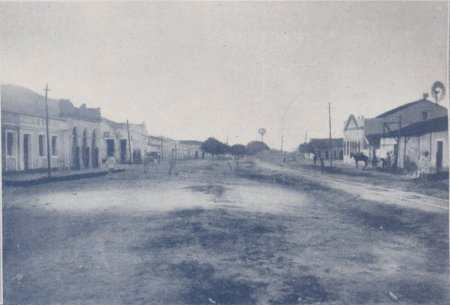
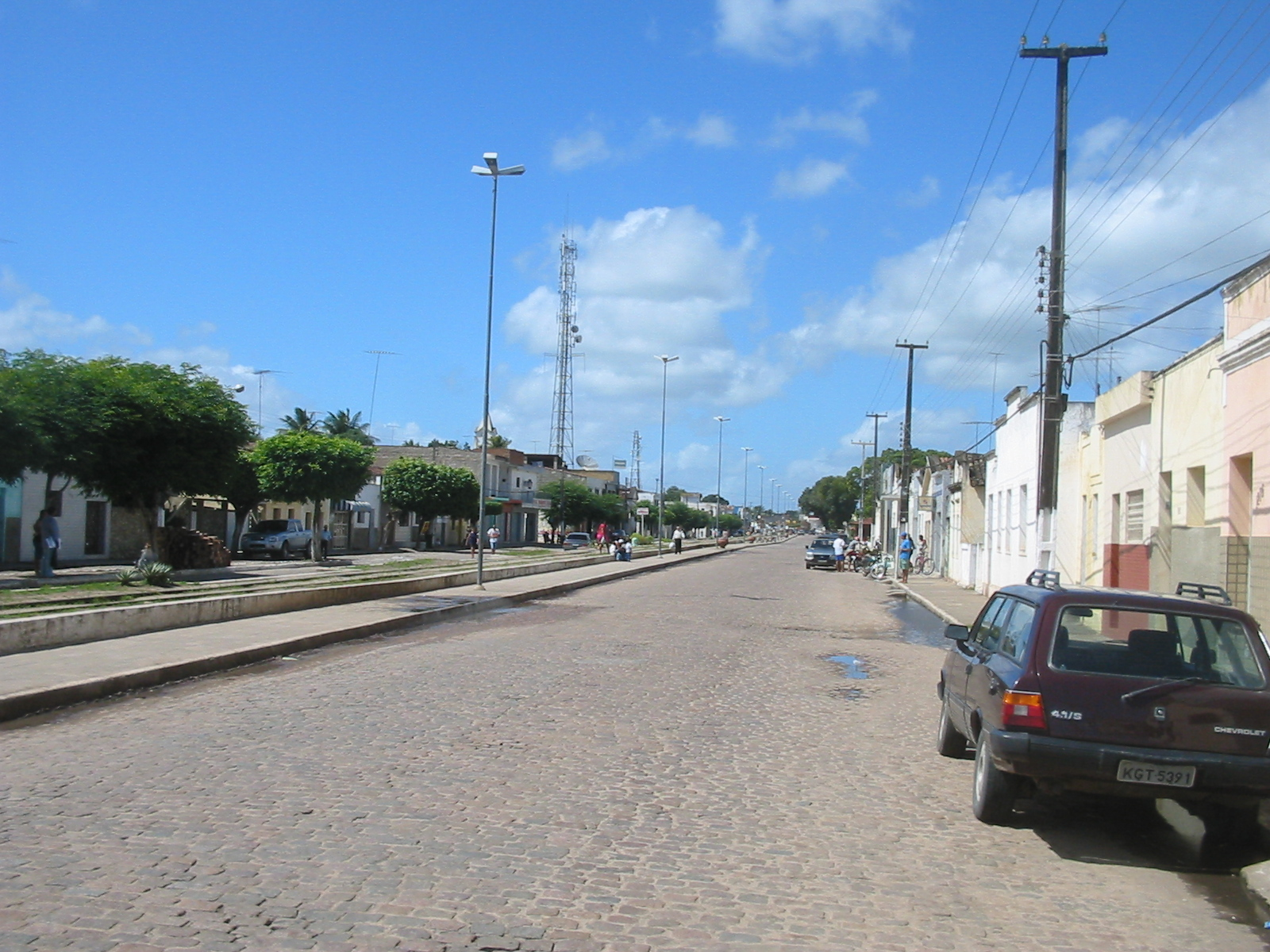